# فرودگاه ویتاساری
فرودگاه ویتاساری (به انگلیسی: Viitasaari Airfield) (به زبان بومی: Viitasaaren lentokenttä) یک فرودگاه خصوصی است که یک باند فرود چمن دارد و طول باند آن ۲۹۰ متر است. این فرودگاه در کشور فنلاند قرار دارد و در ارتفاع ۱۱۰ متری از سطح دریا واقع شده است.